# Кадль Сигюрбьёдссон
Кадль Сигюрбьёдссон (исл. Karl Sigurbjörnsson; 5 февраля 1947, Исафьордюр — 12 февраля 2024) — исландский прелат, епископ Исландии с 1998 по 2012 год.

## Биография
Кадль Сигюрбьёдссон родился в Рейкьявике 5 февраля 1947 года в семье священника Сигюрбьёдна Эйнарссона (исл. Sigurbjörn Einarsson), который был главой Исландской церкви с 1959 по 1981, и Магнеи Торкельсдоуттир (исл. Magnea Thorkelsdóttir), домохозяйки. Изучал богословие на богословском факультете Исландского университета и окончил его 27 января 1973 года. Изучал психотерапию и этику пастырского служения с 1988 по 1989 год в Соединённых Штатах. Получил 8 сентября 2000 года в Исландском университете звание почетного доктора богословского факультета.
Была рукоположен в священники 29 января 1973 года и служил приходским священником в Ландакирье на Вестманнаэйяр. В 1975 году была назначен священником в Хадльгримскиркью в Рейкьявике и занимал эту должность до 1997 года. Затем с 1977 по 1978 год Кадль служил пастырским служением в Швеции. В сентябре 1997 года он был избран епископом Исландии и была рукоположен в Хадльгримскиркья 23 ноября 1997 года.
В 2012 году ушел на покой, а его приемником, впервые в истории исландской церкви, была избрана женщина — Агнес Сигюрдардоуттир.